# Barranc de Rivert
El barranc de Rivert és un barranc que neix a l'antic terme de Toralla i Serradell, pertanyent actualment al de Conca de Dalt, i va a abocar-se en el barranc del Solà, que forma, juntament amb el barranc de Sensui, en terme de Salàs de Pallars.
Es forma just al sud-est de Rivert per l'adjunció del barranc del Balç, que ve de ponent, el torrent de Vall, que baixa del nord-oest, i el barranc de Ruganyers, que procedeix del nord. Al cap de poc rep per la dreta el barranc dels Escarruixos. Baixa pel nord-est dels Seixos, i va a trobar el Pont de Sensui i el poble d'aquest nom, que deixa al nord-est, fins que, al sud-est d'aquest poble, es troba el barranc de Sensui, i entre tots dos donen pas al barranc del Solà.